# Patriki
Patriki (gr. Πατρίκι, tur. Tuzluca) – wieś na Cyprze, w dystrykcie Famagusta. Położona jest na terenie republiki Cypru Północnego.